# Международная школа Казани
Международная школа Казани (International School of Kazan) — частное общеобразовательное учебное заведение, одно из элитных в столице Татарстана.

## Территориальное расположение
Международная школа Казани (МШК) находится в Приволжском районе города, на территории жилого района Горки, на углу улиц Хусаина Мавлютова и Братьев Касимовых. В то же время ряд объектов МШК расположены в других местах.

## Инфраструктура
Администрация и основная учебная база Международной школы Казани располагаются на улице Хусаина Мавлютова. Здесь находятся два корпуса.
Первый корпус, расположенный вдоль улиц Хусаина Мавлютова и Братьев Касимовых, по сути является комплексом из четырёх отдельных зданий, соединённых между собой закрытыми переходами. Этот корпус, построенный ещё в советский период и доставшийся МШК в наследство от расформированного в 2013 году Дорожно-строительного профессионального лицея № 54 (в прошлом — ПТУ-54), подвергся глубокой реконструкции. Именно здесь начала работать школа в 2014 году, когда открылись начальные классы. Здесь же расположена администрация учебного заведения.
Второй корпус, расположенный в глубине школьной территории, был открыт в 2016 году. Здесь обучаются учащиеся средних классов. Данный корпус был спроектирован американской компанией «Fielding Nair International» при участии ГУП «Татинвестгражданпроект» (г. Казань). Он представляет собой инновационное учебное здание, в котором компоновка внутреннего пространства соответствует западным подходам в педагогике, отвергающим жёсткую иерархию в отношениях между учителем и учащимися и декларирующим сотрудничество между ними.
В одной из статей, посвящённых инновационной школьной архитектуре (2017), в качестве примера приводится данное здание МШК, отличающееся новаторским подходом в организации внутреннего пространства:

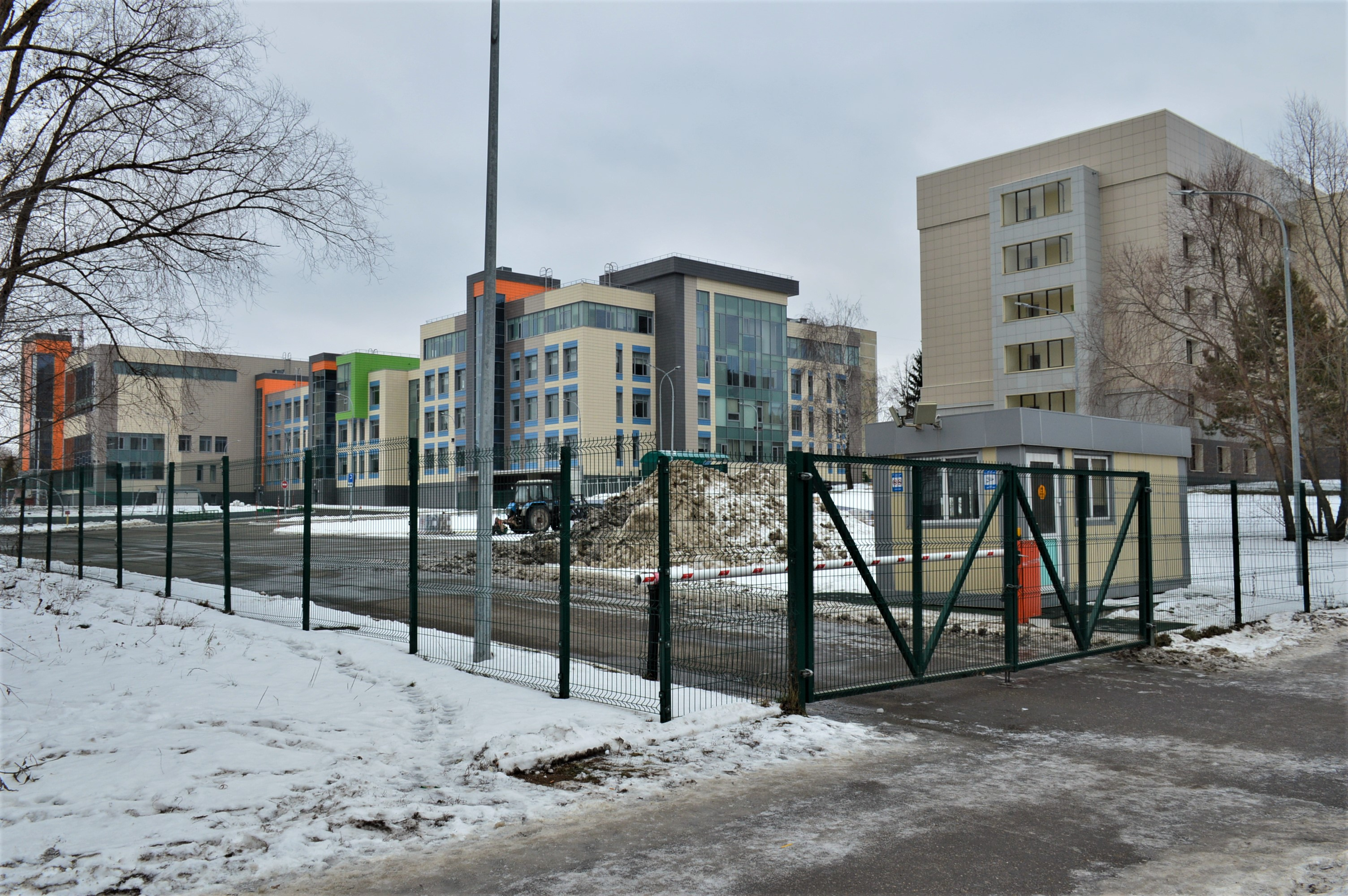
Международная школа Казани: вид со стороны улицы Хусаина Мавлютова (декабрь 2019)

«Эта школа, в которой все устроено по принципу „гибкость, разнообразие и адаптивность“, показывает действительно высокие результаты. Традиционная система коридоров и одинаковых классов здесь разрушается в пользу трансформируемого пространства, с разного масштаба помещениями, удобными для разных форматов работы — дискуссионных клубов, занятий в небольших группах или, наоборот, поточных лекций. Здесь и коридоры становятся учебным пространством, классы сообщаются, в общем есть все условия, чтобы вокруг этого строить новую педагогику. При том, что показатели количества площади и мест в школе остаются стандартными.»
Здание МШК, предназначенное для средних классов, имеет площадь 24 000 м² и рассчитано на 450 учащихся. Его основное пространство составляют три блока: академический, включающий современные учебные кабинеты с зонами отдыха; творческий — с арт-студиями и актовым залом, оформленным в виде театра; спортивный, состоящий из спортзала с баскетбольными площадками, тренажёрного зала и двух плавательных бассейнов (для младших и старших школьников). Связующим звеном всех трёх блоков является просторный атриум с зимним садом. В этом здании также расположена школьная библиотека и STEAM-центр для проектной работы учащихся.
Рядом с этим учебным корпусом расположено футбольное поле с искусственным покрытием и легкоатлетической дорожкой.
Международная школа Казани также располагает учебными зданиями в других местах. В 2016 году был открыт новый учебный корпус для начальных классов в центре Казани (ул. Федосеевская, 52); кроме того, подразделения МШК были созданы в Иннополисе и посёлке «Три медведя» около ОЭЗ «Алабуга» (Елабужский район).

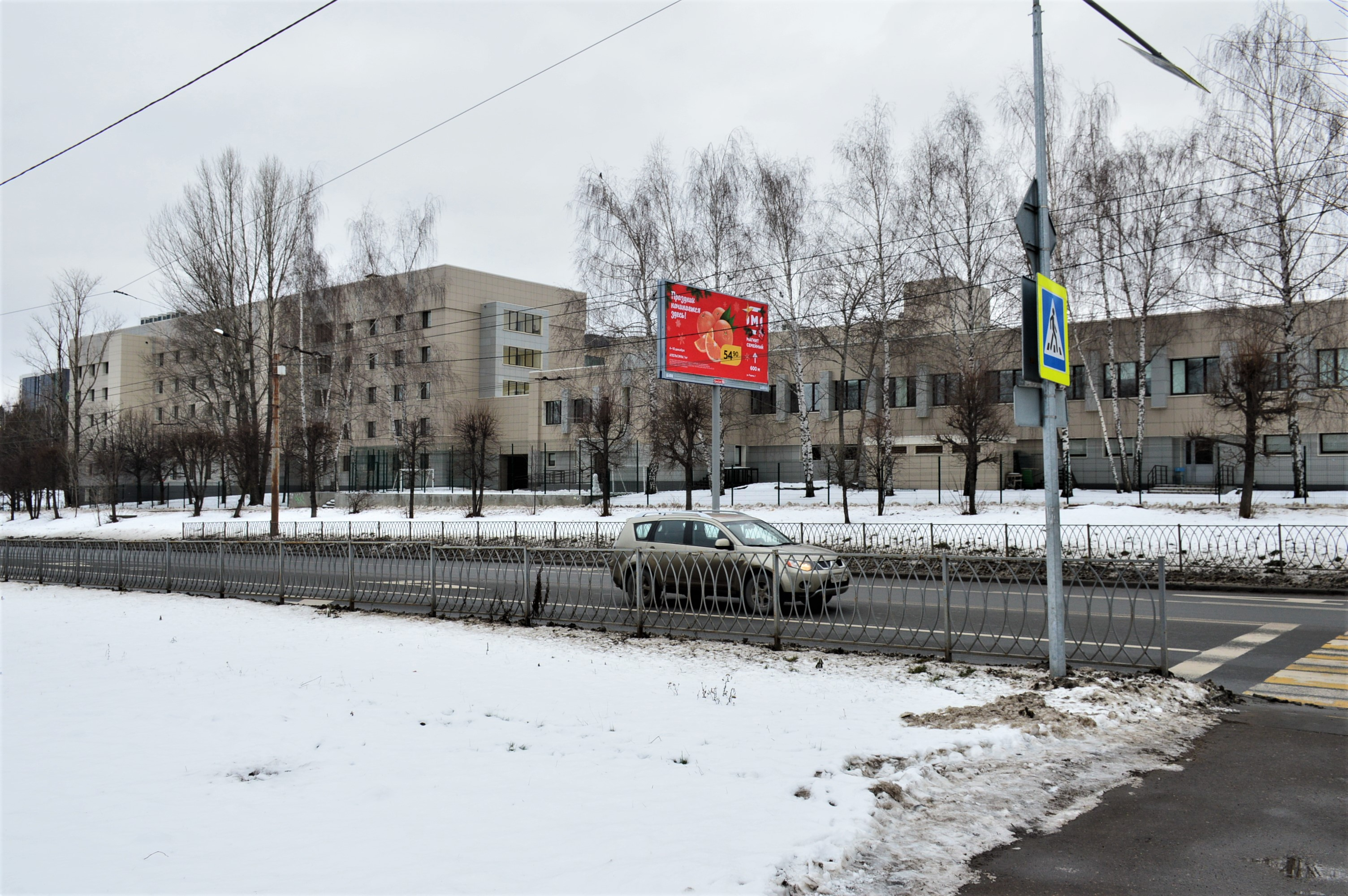
Международная школа Казани. Реконструированные в 2014 году корпуса, в которых до 2013 года располагался Дорожно-строительный профессиональный лицей № 54: вид со стороны улицы Хусаина Мавлютова (декабрь 2019)

## История
Возникновение Международной школы Казани было обусловлено следующими причинами. По словам директора МШК Н. М. Гафиятуллина, ещё будучи директором гимназии № 19, он прорабатывал вопрос её перевода на лучшие, по его словам, международные учебные программы — International Baccalaureate (IB). В то же время, потребность в создании такой школы также обсуждалась на уровне руководства Татарстана. В Казани и республике к тому времени работало уже достаточное количество высокооплачиваемых экспатов, прежде всего профессиональных спортсменов, нуждавшихся в обеспечении своим детям качественного школьного образования, соответствующего лучшим международным стандартам.
Собственно говоря, вторая причина являлась основной, и об этом ещё в 2014 году говорил мэр Казани И. Р. Метшин:
«Необходимость в такой школе возникла давно. Иностранные специалисты зачастую приезжают к нам не на 2-3 года, это и менеджеры самого высокого уровня, и профессиональные спортсмены. Без семьи, без детей очень тяжело. Есть примеры, когда иностранный специалист зачастую отказывал переезжать в Казань из-за отсутствия международной школы. Такая школа — атрибут современного города. Международная школа в Казани станет образовательным магнитом для всего Поволжья.»
Поскольку муниципальное учебное заведение подвержено большим ограничениям в вопросах организации учебного процесса, использования образовательных программ и финансово-хозяйственной деятельности, было принято решение создать международную школу как частное учебное заведение. Учредителем Международной школы Казани стало АО «Связьинвестнефтехим».
На первом этапе МШК создавалась как начальная школа, в пользование которой были переданы неиспользовавшиеся учебные корпуса бывшего ПТУ № 54. В начале первого учебного года она была малочисленным учебным заведением, в котором училось всего 8 детей (в первом классе — 4, во втором — 1, в третьем — 3) при расчётной численности 128 учащихся. К концу первого учебного года, в мае 2015 года, в МШК насчитывалось уже более 40 учащихся.

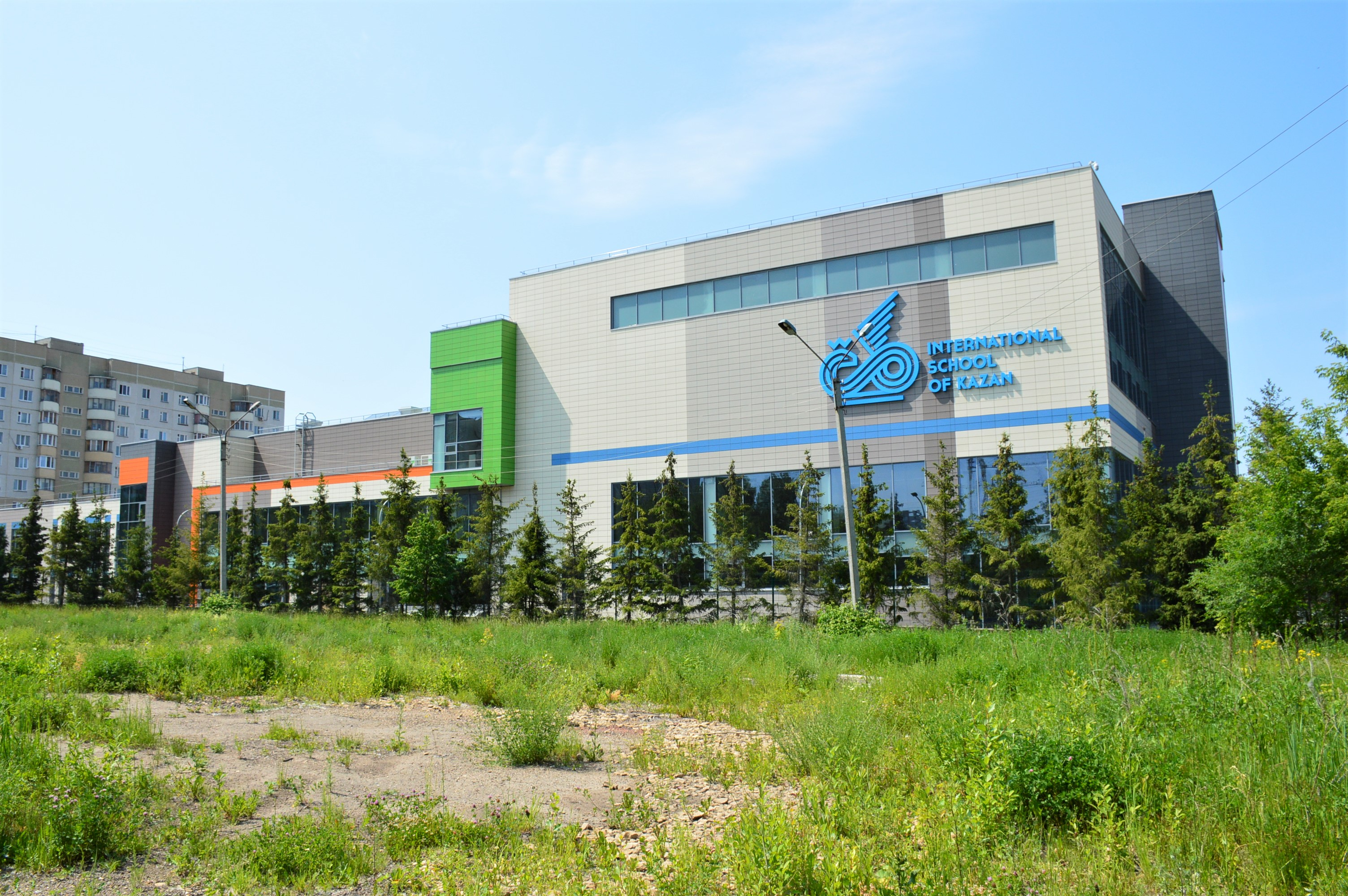
Международная школа Казани: вид со стороны улицы Рихарда Зорге (июнь 2019)

Первый директором школы был бывший учитель истории казанской гимназии № 19 Ф. Ф. Гарипов. С приходом в 2016 году к руководству МШК Н. М. Гафиятуллина он был назначен одним из его заместителей.
К сентябрю 2016 года МШК перешла на основное общее образование (обучение до 9 класса). В этот период в начальных классах в корпусе по улице Хусаина Мавлютова обучалось 123 ученика, а в новом корпусе для начальных классов по улице Федосеевской — 61 ученик; ещё по 16 учеников пошли в первый класс в два подразделения МШК, находящихся в Иннополисе и около ОЭЗ «Алабуга».
В перспективе планируется переход МШК на среднее общее образование (10-11 классы).
По состоянию на 2019 год всего в Международной школе Казани обучалось 368 учащихся. Подавляющее большинство из них — это дети высокооплачиваемых родителей-казанцев и экспатов, в том числе иностранных школьных преподавателей; среди учащихся — сын Президента Татарстана Р. Н. Минниханова.

## Образовательный процесс
В Международной школе Казани образовательный процесс простроен на основе программы Международного бакалавриата: для начальной школы (PYP — Primary Years Programme) и для средней школы (MYP — Middle Years Programme). Одной из отличительных особенностей данной программы от традиционных является высокая междисциплинарная интеграция с акцентом на формирование практических навыков учащихся.
Обучение в МШК ведётся на английском языке, за исключением трёх предметов (русский язык и литература, татарский язык). В процессе ведения урока преподавателю-иностранцу ассистирует переводчик на русский язык.

## Директоры
- 2014—2016 — Гарипов Флюс Фазылович (с 2016 года — заместитель директора МШК);
- 2016 — наст. вр. — Гафиятуллин Нияз Мансурович (с 2019 года — депутат Государственного Совета Республики Татарстан шестого созыва. gossov.tatarstan.ru. Дата обращения: 16 января 2020.).

## Преподавательский состав
Несмотря на позиционирование в качестве международной школы, в первые годы среди преподавателей МШК иностранцев было немного. С самого начала значительную часть сотрудников составили учителя 19-й гимназии, а из иностранцев в штат вошли преподаватели из Китая и Нигерии. Со временем количество иностранных преподавателей значительно возросло. В 2019 году, по словам директора МШК Н. М. Гафиятуллина, штатная численность преподавательского состава была укомплектована полностью (в 2019 — 43); основные предметы вели иностранцы — выходцы из США, Канады, Великобритании, Южно-Африканской Республики, Австралии, Новой Зеландии, Туниса, Китая, Индии, Филиппин.